# Немежин (Лодзинське воєводство)
Немежин (пол. Niemierzyn) — село в Польщі, у гміні Острувек Велюнського повіту Лодзинського воєводства.
Населення — 314 осіб (2011).
У 1975-1998 роках село належало до Серадзького воєводства.

## Демографія
Демографічна структура станом на 31 березня 2011 року:
|          | Загалом | Допрацездатний вік | Працездатний вік | Постпрацездатний вік |
| -------- | ------- | ------------------ | ---------------- | -------------------- |
| Чоловіки | 161     | 35                 | 108              | 18                   |
| Жінки    | 153     | 25                 | 91               | 37                   |
| Разом    | 314     | 60                 | 199              | 55                   |